# Akua Donkor
Akua Donkor (* Februar 1952 in Ejuratia, Ghana; † 28. Oktober 2024 in Accra) war eine ghanaische Politikerin und Gründerin der Ghana Freedom Party (GFP). Donkor war Abgeordnete für Hemang in der Central Region Ghanas und reichte Kandidaturen für die Präsidentschaftswahlen 2012, 2016, 2020 und 2024 ein. Ihre Nominierungen zu den Wahlen 2012 und 2016 wurden jedoch von der Wahlkommission nicht zugelassen. 2020 landete sie auf dem elften Platz. Sie verstarb vor der Wahl im Dezember 2024, stand jedoch auf dem Stimmzettel.

## Leben und Karriere
Donkor wurde 1952 in Ejuratia in der Ashanti Region Ghanas geboren. Sie sprach Twi und war von Beruf Kakaobäuerin.
Donkors politische Karriere begann mit ihrer Wahl zur Abgeordneten für Hemang in der Central Region Ghanas. Für die Parlamentswahlen 2004 und 2008 kandidierte sie erfolglos in einem Wahlkreis in der Ashanti Region.
2011 gründete Donkor die Ghana Freedom Party (GFP), die 2012 erfolgreich registriert wurde. Für die Präsidentschaftswahl im Dezember 2012  versprach sie kostenlose Schulbildung von der Primar- bis zur Sekundarstufe. Ihrer Meinung nach sollte Ghana als Öl förderndes Land zudem in der Lage sein, sein eigenes Öl zu raffinieren, anstatt zu importieren. Sie reichte eine Nominierung als unabhängige Kandidatin ein, die jedoch von der Wahlkommission nicht zugelassen wurde, da sie laut dieser die nötigen Bedingungen nicht erfüllte. Stattdessen unterstützte Donkor die Kandidatur von Paa Kwesi Nduom von der Progressive People's Party (PPP).
Für die Präsidentschaftswahl im Dezember 2016 kandidierte Donkor erneut. Die Wahlkommission disqualifizierte Donkor jedoch erneut, nachdem Anfang Januar das Hauptquartier ihrer Partei in Kabu in der Eastern Region durch ein Feuer zerstört worden war.
Bei der Präsidentschaftswahl im Dezember 2020 wurde Donkor erstmals als Kandidatin zugelassen. Sie landete auf dem elften Platz mit 5547 Stimmen bzw. 0,042 %.
Am 12. September 2024 reichte Donkor ihre Nominierung als Kandidatin für die Präsidentschaftswahl im Dezember 2024 ein. Als ihren Running Mate wählte sie Kwabena Appiah Kubi, bekannt unter dem Namen Roman Fada. Am 28. Oktober 2024 verstarb Donkor nach plötzlicher Erkrankung im Ridge Hospital in Accra. Die von Donkor gegründete Partei nominierte als Ersatz ihren Running Mate. Die Nationale Wahlkommission disqualifizierte ihn jedoch wegen Irregularitäten in der eingereichten Nominierung und nicht erfüllten Anforderungen. Aus Zeitgründen und zur Kostenersparnis wurden die Stimmzettel für die Präsidentschaftswahl unverändert mit der verstorbenen Kandidatin Donkor aufgelistet belassen. Die Vorsitzende der Wahlkommission Jean Mensa kündigte eine Kampagne an, die die Öffentlichkeit aufklären sollte nicht für Donkor zu wählen.
Donkor hinterließ eine Tochter.